# قورباغه‌های صخره‌رو
قورباغه‌های صخره‌رو (نام علمی: Lithobates) نام یک سرده از تیره قورباغه‌های اصلی است.
لیتوباتس، که به‌طور معمول به‌عنوان قورباغه‌های نر شناخته می‌شود، یک جنس از قورباغه‌های واقعی از خانواده رانیده‌ها (Ranidae) است. این نام از “لیتو-” (سنگ) و “باتس” (βάτης، کسی که پا بر روی چیزی می‌گذارد) در زبان یونانی گرفته شده است، به معنای کسی که بر روی سنگ پا می‌گذارد یا کوهنورد. طبق تعریفی که اکنون وجود دارد، این جنس شامل بسیاری از شناخته‌شده‌ترین گونه‌های قورباغه‌های آبی در شرق آمریکای شمالی است، از جمله قورباغه نر آمریکایی، قورباغه سبز و قورباغه‌های پلنگی.
سیستماتیک
این نام توسط هیلز و ویلکاکس (2005) برای یک زیرجنس از چهار قورباغه در آمریکای مرکزی و جنوبی درون جنس رانا تعریف شد. این زیرجنس بعداً به هفت گونه در آمریکای مرکزی و جنوبی در یک بازنگری سیستماتیک از جنس رانا گسترش یافت. این نام قبلاً توسط فراست و همکاران به‌عنوان یک جنس جداگانه از قورباغه‌های رانیده استفاده شده بود که شامل اکثر قورباغه‌های آمریکای شمالی است که به‌طور سنتی در جنس رانا قرار می‌گرفتند، از جمله قورباغه نر آمریکایی و قورباغه پلنگی شمالی. فراست از این نام در این معنا در بخش قورباغه‌های یک فهرست نام‌های رایج آمریکای شمالی که توسط کروتر (2008) ویرایش شده بود، استفاده کرد. این تغییر پیشنهادی از سوی دیگران، مانند استوارت (2008)، پاولی و همکاران (2009)، آمفیبیاب وب، و یوان و همکاران (2016) رد شده است. آمفیبیاب وب، که در آدرس http://amphibiaweb.org/ در دسترس است، به‌عنوان یک مجموعه آنلاین از نام‌های دوزیستان، در شناسایی لیتوباتس به‌عنوان یک زیرجنس از یوان و همکاران (2016) پیروی می‌کند. از طرف دیگر، “گونه‌های دوزیستان جهان 6.0”، که یک مرجع آنلاین است، از لیتوباتس به‌عنوان یک جنس استفاده می‌کند. این تعریف همچنین توسط، به‌عنوان مثال، اتحادیه بین‌المللی حفاظت از طبیعت (IUCN) و انجمن مطالعات دوزیستان و خزندگان دنبال می‌شود.